# Jonathan Chimier
Jonathan Chimier, né le 6 août 1982, est un athlète mauricien, spécialiste du saut en longueur.

## Biographie
Il remporte le titre du saut en longueur des Championnats d'Afrique d'athlétisme 2004, à Brazzaville, grâce à un saut à 8,06 m. Il participe cette même année aux Jeux olympiques d'Athènes et se classe dixième du concours avec 8,03 m, quelques jours après avoir établi un nouveau record national en qualifications avec 8,28 m.
En 2008, Jonathan Chimier se classe deuxième des Championnats d'Afrique d'Addis-Abeba (7,99 m), derrière le Marocain Yahya Berrabah.

### Palmarès
| Date | Compétition            | Lieu        | Résultat | Épreuve          | Marque |
| ---- | ---------------------- | ----------- | -------- | ---------------- | ------ |
| 2004 | Championnats d'Afrique | Brazzaville | 1er      | Saut en longueur | 8,06 m |
| 2004 | Jeux olympiques        | Athènes     | 10e      | Saut en longueur | 8,03 m |
| 2008 | Championnats d'Afrique | Addis-Abeba | 2e       | Saut en longueur | 7,99 m |

### Records
| Épreuve          | Épreuve   | Performance | Lieu    | Date            |
| ---------------- | --------- | ----------- | ------- | --------------- |
| Saut en longueur | Plein air | 8,28 m      | Athènes | 24 août 2004    |
| Saut en longueur | Salle     | 8,05 m      | Aubière | 22 février 2004 |